# Valprivas
Valprivas ist eine französische Gemeinde mit 540 Einwohnern (Stand: 1. Januar 2022) im Département Haute-Loire in der Region Auvergne-Rhône-Alpes. Sie gehört zum Arrondissement Yssingeaux sowie zum Kanton Bas-en-Basset.

## Geographie
Valprivas liegt etwa 32 Kilometer nordnordöstlich von Le Puy-en-Velay an der Grenze der Naturlandschaften Emblavès (auch Emblavez geschrieben) und Forez. Die Nachbargemeinden von Valprivas sind Merle-Leignec im Norden und Nordwesten, Saint-Hilaire-Cusson-la-Valmitte im Norden und Nordosten, Bas-en-Basset im Osten und Südosten, Tiranges im Süden und Westen sowie Boisset im Westen.

## Bevölkerungsentwicklung
| Jahr                       | 1962 | 1968 | 1975 | 1982 | 1990 | 1999 | 2006 | 2017 |
| Einwohner                  | 560  | 461  | 405  | 300  | 356  | 401  | 472  | 509  |
| Quellen: Cassini und INSEE |      |      |      |      |      |      |      |      |

## Sehenswürdigkeiten

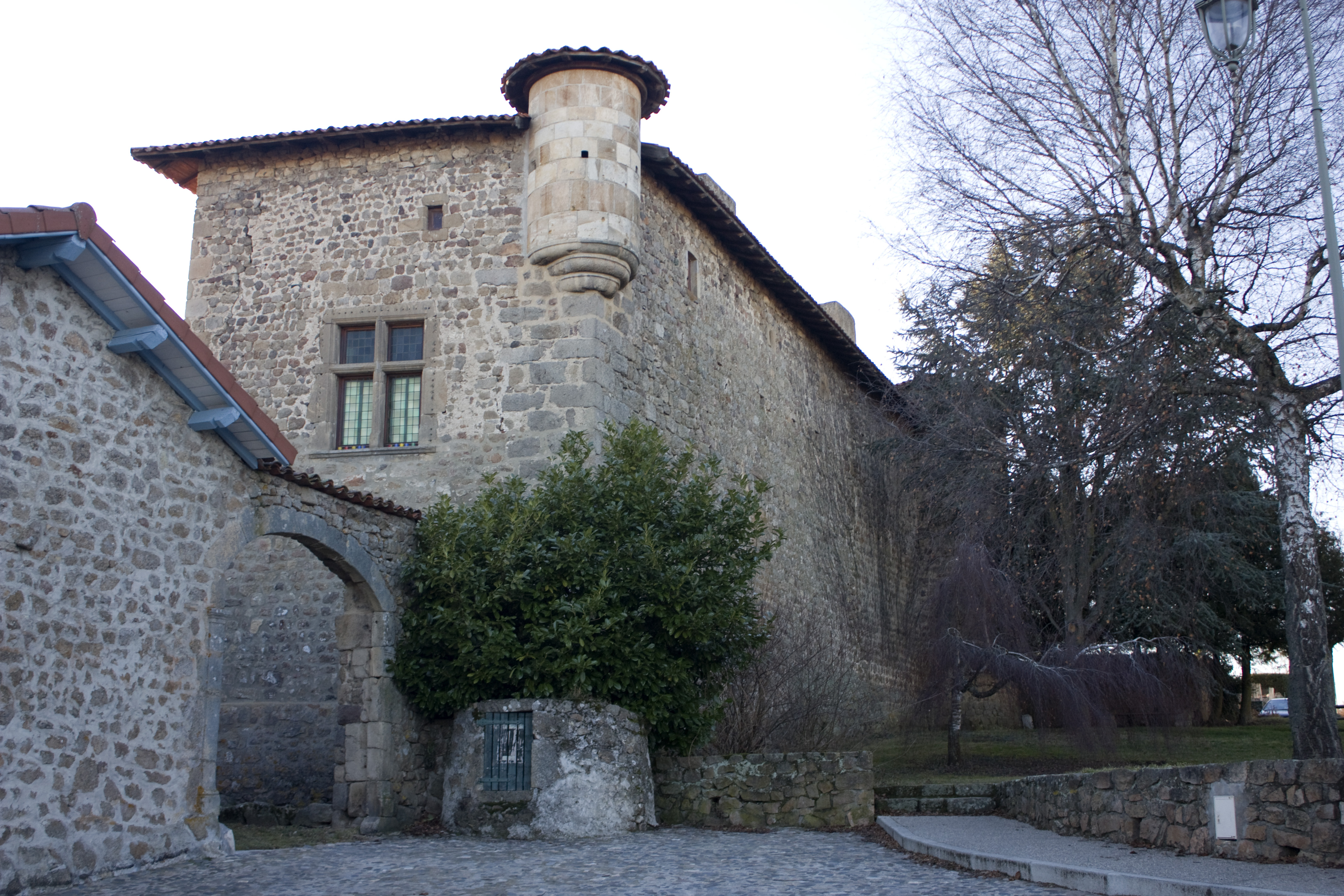
Burg Valprivas

- Burg Valprivas von 935

## Persönlichkeiten
- Carl de Nys (1917–1996), belgischer Priester und Musikwissenschaftler